# Шахинович, Мухамед
Мухамед Шахинович (босн. Muhamed Šahinović; род. 30 сентября 2003) — боснийский футболист, вратарь клуба «Сараево».

## Клубная карьера
Сахинович — воспитанник клуба «Сараево». 17 сентября 2021 года в матче против «Леотара» он дебютировал в чемпионате Боснии и Герцеговины. В своём дебютном сезоне Мухамед завоевал национальный кубок.

## Достижения
Клубные
 «Сараево»
- Обладатель Кубка Боснии и Герцеговины (1) — 2020/2021